# Cyphacolus bhowaliensis
Cyphacolus bhowaliensis är en stekelart som först beskrevs av Mani och Durgadas Mukerjee 1976.  Cyphacolus bhowaliensis ingår i släktet Cyphacolus och familjen Scelionidae. Inga underarter finns listade i Catalogue of Life.